# Fábio Matias
Fábio Henrique Matias (Santa Bárbara d'Oeste, 25 de setembro de 1979) é um treinador de futebol brasileiro. Atualmente comanda o Atlético Goianiense.

## Carreira
Fábio Matias nasceu em Santa Bárbara d'Oeste, São Paulo, e foi goleiro nas categorias de base do União Barbarense. Ele nunca jogou como profissional e, posteriormente, começou sua carreira de treinador em 2000, como goleiro e preparador físico do time sub-15 do Rio Branco-SP.
A primeira experiência de Matias como treinador ocorreu no Guarani, comandando o sub-17. Em 2011, ele se chegou ao Desportivo Brasil para se tornar o técnico da equipe sub-17 e venceu o Campeonato Paulista Sub-17 de 2012 com o time.
Matias foi para o Grêmio em 2014, novamente como treinador da categoria sub-17. Em 20 de fevereiro de 2016, ele assinou com o rival Internacional na mesma função, e foi nomeado responsável pelos sub-20 deste último no ano seguinte.
Matias deixou o Inter em 23 de fevereiro de 2018, e assumiu o comando do Figueirense sub-20 cerca de um mês depois. Em 25 de março de 2019, ele retornou ao Internacional, novamente como técnico da categoria sub-20. Com este último, ele conquistou a Copa São Paulo de Futebol Júnior de 2020.
Em 26 de fevereiro de 2021, após a saída de Abel Braga, Matias foi escolhido como técnico interino do time principal para as primeiras rodadas do Campeonato Gaúcho de 2021. Sua primeira partida no comando ocorreu em 1º de março, na vitória por 1 a 0 sobre o Juventude.
Matias retornou posteriormente à sua função anterior no sub-20 depois que Miguel Ángel Ramírez assumiu o time principal. Em 21 de julho de 2021, ele foi contratado pelo Flamengo para comandar o Sub-20.
Matias deixou o Fla em 6 de maio de 2022 e se juntou ao Red Bull Bragantino para trabalhar com a equipe reserva e sub-23. Em 8 de janeiro de 2024, ele se mudou para o Botafogo para se tornar o assistente técnico permanente do time principal.
Em 22 de fevereiro de 2024, Matias foi nomeado técnico interino do Botafogo, após a demissão de Tiago Nunes. Após apenas uma derrota em dez partidas, ele retornou à sua função anterior após a chegada de Artur Jorge. No início de 2025, ele recebeu do clube a medalha de campeão da Libertadores de forma simbólica, por ter comandando a equipe em quatro partidas da campanha vitoriosa.
Em 12 de junho de 2024, Matias foi contratado pelo Coritiba. Em 23 de julho, após uma derrota por 4 a 0 para o Santos, ele foi demitido.
Foi contratado pelo Juventude na reta final da Série A de 2024, e teve uma campanha de excelência para garantir a manutenção na elite. No início da temporada de 2025, manteve a regularidade nos resultados no decorrer no Gauchão. Tanto é que chegou à semifinal do estadual e ficou a um detalhe de carimbar presença em mais uma decisão. Porém, no Brasileiro, o desempenho caiu. Foram cinco derrotas em sete jogos. Em 11 de maio de 2025, o treinador foi demitido com aproveitamento de 51,68% pelo Juventude.

## Títulos
Internacional
- Copa São Paulo de Futebol Júnior: 2020 (categorias de base)

Botafogo
- Taça Rio: 2024